# Castel di Iudica
Castel di Iudica är en ort och kommun i storstadsregionen Catania, innan 2015 provinsen Catania, i regionen Sicilien i sydvästra Italien. Kommunen hade 4 518 invånare (2017).